# Parti agrarien environnementaliste
Le Parti agrarien environnementaliste (en albanais : Partia Agrare Ambientaliste, PAA) est un parti politique albanais du centre fondé en 1991.

## Histoire
Il est créé par Lufter Xhuveli, sous le nom de Parti agrarien d'Albanie (en albanais : Partia Agrare e Shqipërisë, PASh). Il remporte son premier siège de député à l'Assemblée lors des élections législatives anticipées des 29 juin et 6 juillet 1997.

### Six ans de coalition avec les socialistes
Il intègre aussitôt la coalition gouvernementale formée par le socialiste Fatos Nano et Xhuveli devient ministre de l'Agriculture, étant ensuite confirmé par Pandeli Majko puis Ilir Meta.
Totalisant trois députés après le scrutin parlementaire de juin 2001, le PASh continue de faire partie de la majorité parlementaire emmenée par le Parti socialiste d'Albanie (PSSh). Ainsi Xhuveli est ministre sans portefeuille, puis ministre de l'Environnement entre février 2002 et décembre 2003. À ce moment-là, le parti se renomme, prend son nom actuel et s'inscrit dans l'opposition.

### Alliance avec les démocrates et déclin
Il réalise le meilleur résultat de son histoire aux élections législatives du 3 juillet 2005 en rassemblant 6,6 % des voix, ce qui lui assure 4 parlementaires sur 140. Le PAA se joint alors au Parti démocrate d'Albanie (PDSh) de Sali Berisha et Lufter Xhuveli redevient ministre de l'Environnement.
Pour les élections du 28 juin 2009, il rejoint l'Alliance pour le changement (ApN), une coalition électorale constituée autour du PDSh. C'est un échec cuisant, le parti recevant seulement 0,9 % des suffrages et aucun siège. La situation s'aggrave aux élections du 23 juin 2013 : membre de l'Alliance pour l'emploi, le bien-être et l'intégration (APMI), formée par le PDSh, il recule à seulement 0,15 % et reste exclu de l'Assemblée.
En 2016, Agron Duka, ancien député ayant appartenu au Parti républicain d'Albanie (PRSh) prend la suite de Xhuveli comme président du PAA.